# Strike Force Cobra
Strike Force Cobra, o Strike Force: Cobra sulla copertina nordamericana, è un videogioco pubblicato nel 1986 per Amstrad CPC, Commodore 64 e ZX Spectrum dalla Piranha, un'etichetta del gruppo editoriale Macmillan Publishers. Consiste nel guidare una squadra di quattro agenti delle forze speciali nel sabotaggio di una fortezza tridimensionale.

## Trama
Un'organizzazione criminale, capeggiata da un genio del male noto come The Enemy ("il nemico"), ha rapito alcuni importanti scienziati e li ha imprigionati in una fortezza per costringerli a lavorare su un progetto informatico che gli consentirà di controllare le difese mondiali. Per affrontare The Enemy viene costituita la squadra speciale Cobra, composta da quattro dei migliori commando provenienti da varie nazioni. Dovranno infiltrarsi nella fortezza, che si sviluppa su quattro livelli sotterranei e ha sistemi difensivi tecnologicamente avanzati, per raggiungere la stanza del computer principale e distruggerlo prima che sia troppo tardi. Sarà necessario l'aiuto degli scienziati prigionieri per superare i sistemi di sicurezza.

## Modalità di gioco
Prima di iniziare il giocatore deve scegliere i quattro personaggi della squadra tra 8 disponibili. Gli agenti hanno alcune caratteristiche diverse, visualizzabili come schede testuali durante la selezione. Hanno anche un proprio ritratto, ma nell'azione di gioco hanno tutti lo stesso aspetto, monocromatico.
La fortezza è un labirinto di stanze e corridoi su quattro piani, con i quattro agenti inizialmente dislocati in punti diversi del piano terra. Si controlla un agente alla volta e la visuale mostra i dintorni del personaggio attuale, comprese in parte le stanze adiacenti, con prospettiva isometrica inclinata. La visuale scorre a scatti quando il personaggio cambia stanza o si sposta verso i bordi. In molte stanze sono presenti sistemi di difesa automatici e guardie umane e robotiche che si muovono secondo percorsi prestabiliti. Alcune delle porte possono essere sfondate a calci, altre porte o ascensori sono controllabili da apposite console, che possono trovarsi anche lontano. Questi meccanismi rendono necessaria la collaborazione di tutti gli agenti.
Il giocatore può cambiare personaggio in ogni momento. Il personaggio controllato può camminare nelle quattro direzioni principali, orientate in diagonale. Può saltare, a volte anche per salire su piattaforme. Può tuffarsi in capriola, mossa che consente di passare a un'altra stanza attraverso le finestre interne. Può abbassarsi e in questo caso procedere accovacciato. Le varie mosse atletiche, se usate molto, stancano il personaggio che potrebbe doversi riposare. Ogni agente è dotato di un piccolo mitra, con cui sparare illimitatamente e in modo direzionabile, e di granate elettromagnetiche adatte a distruggere o a confondere i robot. Si possono subire più colpi nemici prima di perdere definitivamente l'agente; le barre dell'energia vitale di tutti e quattro sono sempre visibili e sono ricaricabili trovando le attrezzature di pronto soccorso.
Per giungere all'obiettivo finale bisogna prima trovare gli scienziati prigionieri sparsi per la fortezza, ciascuno dei quali fornirà una delle nove cifre del codice di sicurezza del computer centrale, di cui almeno sei sono necessarie. C'è un limite di tempo totale che può essere prolungato distruggendo alcuni computer secondari. Si può mettere in pausa il gioco visualizzando un rapporto sullo stato generale, dal quale si può anche salvare la partita.